# Dama del unicornio

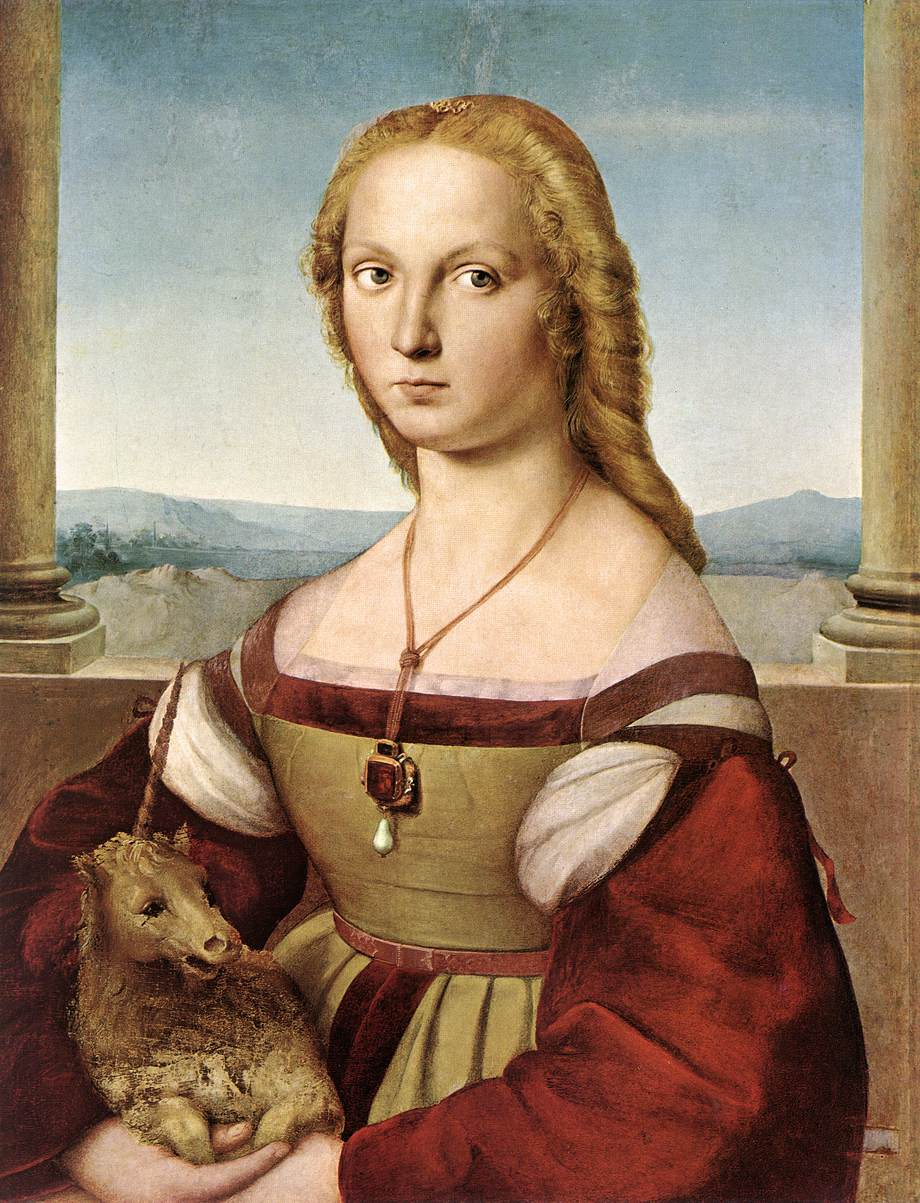
Dama con unicornio. Rafael; 1506.

Retrato de una joven con unicornio o Dama con unicornio es una pintura de Rafael, fechada por los historiadores del arte en 1505 o 1506 sobre todo debido al amplio escote cuadrado de moda en esos años y también presente en otros retratos contemporáneos del maestro, como el de Maddalena Doni. Se encuentra en la Galería Borghese en Roma. La pintura originalmente un óleo sobre tabla, fue transferida a lienzo durante el trabajo de restauración y limpieza en 1934. Durante este trabajo que eliminó repintes y sobrepintes, se reveló el unicornio, y se retiró la rueda, el manto, y la palma que habían sido añadidos por un pintor desconocido a mediados del siglo XVII convirtiendo a la retratada en una Santa Catalina.

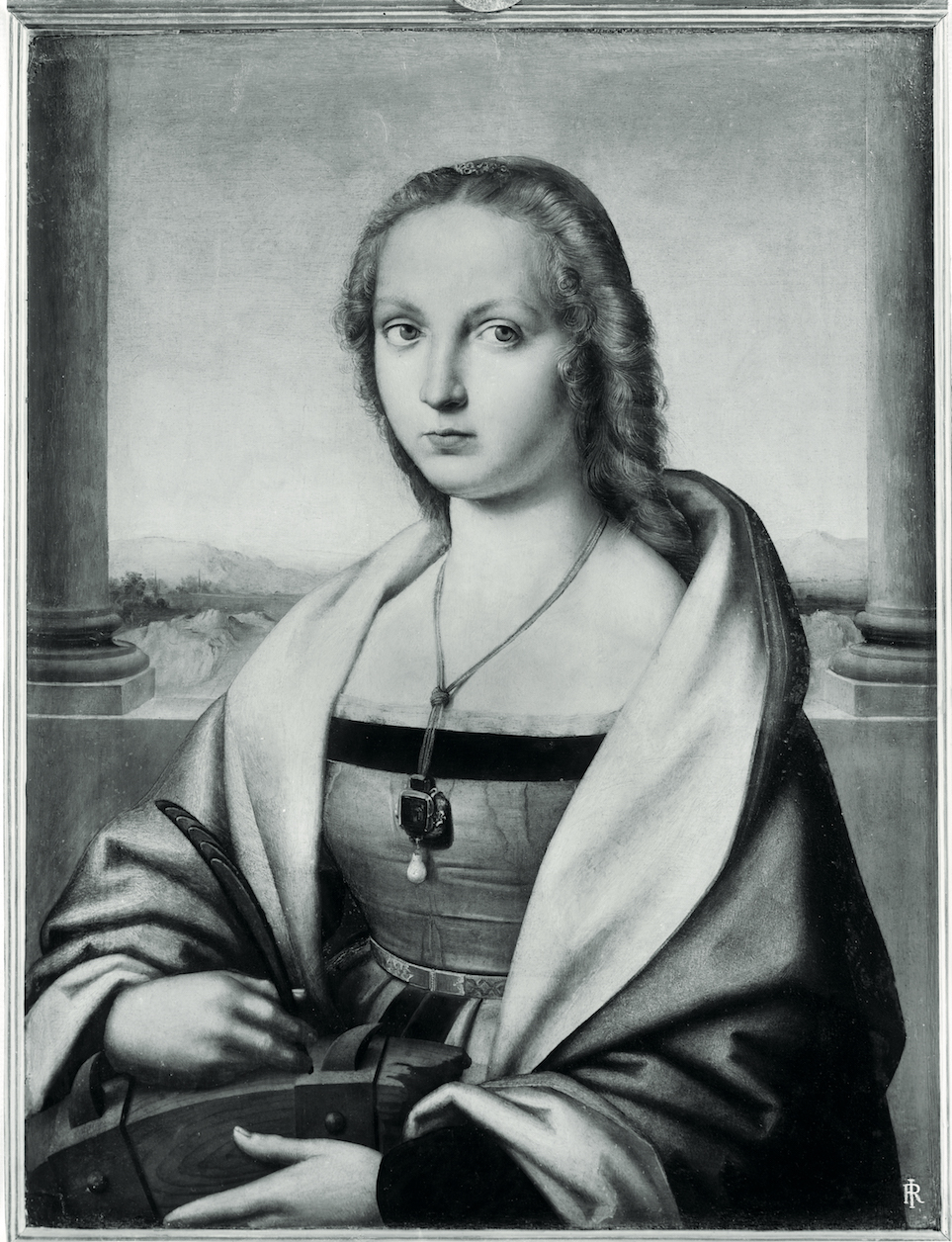
La pintura como aparecía antes de la primera restauración del, con la retratada convertida en una Santa Catalina con rueda, manto y palma.

La composición del cuadro- colocando la figura entre dos columnas en una logia abierta a un paisaje, así como el formato de tres cuartos- se inspira en la versión inicial de la Mona Lisa, pintada por Leonardo entre 1503 y 1506. Christof Thoenes observa: "Sin embargo, aunque Rafael adopta la pose, composición y organización espacial del retrato de Leonardo... la frescura vigilante en la mirada de la joven es muy diferente" de la "ambigüedad enigmática" de la Gioconda.
El trabajo fue de atribución incierta mucho tiempo. En el inventario de la galería de 1760, el tema de la pintura aparece identificado como Catalina de Alejandría y atribuida a Perugino. Una profunda restauración de la pintura en 1934–36 confirmó la atribución del historiador del arte Roberto Longhi a Rafael, y la extracción del espeso repinte reveló el unicornio, tradicional símbolo de castidad en el romance medieval, en lugar de la rueda de Santa Catalina. Un trabajo de conservación y análisis de la pintura en 1959 reveló a través de radiografía la imagen de un perro pequeño, símbolo de fidelidad conyugal, bajo el unicornio. Esta alteración se cree debida al propio Rafael; pero se desconoce porqué realizó esta modificación final.

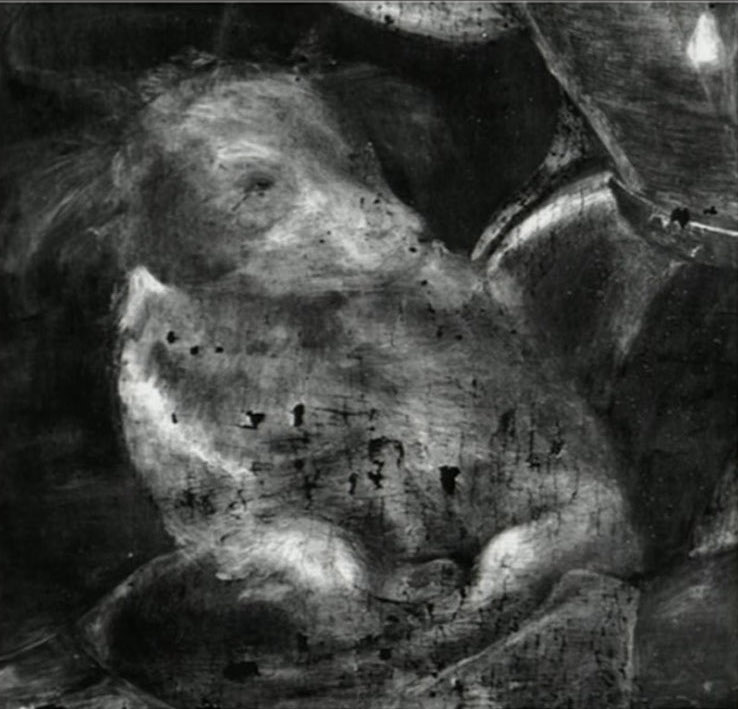
El perro encontrado en el trabajo de análisis posterior. Las orejas del perrito son aún visibles en la manga de la dama.

La identidad de la joven ha sido motivo de amplia especulación, apuntándose incluso a la hermana del pintor, Elisabetta, nacida en 1491. También se consideró Julia Farnesio, amante del papa Alejandro VI, ya que el unicornio era un símbolo heráldico de los Farnesio, pero la edad no concuerda porque en 1505 tenía treinta años; parece mucho más plausible que se trate en realidad de su hija Laura Orsini, que por entonces contrajo matrimonio con Niccolo della Rovere. La obra sería entonces un encargo con motivo de la boda, lo que concuerda con que la muchacha sostuviera originalmente un perrito, símbolo de fidelidad.